# Знаки почтовой оплаты СССР (1956)
Зна́ки почто́вой опла́ты СССР (1956) — перечень (каталог) знаков почтовой оплаты (почтовых марок), введённых в обращение дирекцией по изданию и экспедированию знаков почтовой оплаты Министерства связи СССР в 1956 году.

## Список коммеморативных (памятных) марок
Порядок следования элементов в таблице соответствует номеру по каталогу марок СССР (ЦФА), в скобках приведены номера по каталогу «Михель».
| № по каталогу                                                                | Изображение | Описание и источники                                               | Номинал   | Дата выпуска        | Тираж     | Художник     |
| ---------------------------------------------------------------------------- | ----------- | ------------------------------------------------------------------ | --------- | ------------------- | --------- | ------------ |
| (ЦФА [АО «Марка»] № 1910) (ЦФА [АО «Марка»] № 1910С) (Mi #1849A) (Mi #1849C) |             | Серия «Спартакиада народов СССР»: - Эстафетный бег.                | 0,10 руб. | 5 августа 1956 года | 2 000 000 | Л. Голованов |
| (ЦФА [АО «Марка»] № 1911) (Mi #1850A)                                        |             | Серия «Спартакиада народов СССР»: - Волейбол.                      | 0,25 руб. | 5 августа 1956 года | 2 000 000 | Л. Голованов |
| (ЦФА [АО «Марка»] № 1912) (Mi #1851A)                                        |             | Серия «Спартакиада народов СССР»: - Плавание.                      | 0,25 руб. | 5 августа 1956 года | 2 000 000 | Л. Голованов |
| (ЦФА [АО «Марка»] № 1913) (Mi #1852A)                                        |             | Серия «Спартакиада народов СССР»: - Академическая гребля.          | 0,25 руб. | 5 августа 1956 года | 2 000 000 | Л. Голованов |
| (ЦФА [АО «Марка»] № 1914) (ЦФА [АО «Марка»] № 1914С) (Mi #1857A) (Mi #1857C) |             | Серия «Спартакиада народов СССР»: - Флаг над стадионом в Лужниках. | 0,40 руб. | 5 августа 1956 года | 2 000 000 | Л. Голованов |
| (ЦФА [АО «Марка»] № 1915) (Mi #1859A)                                        |             | Серия «Спартакиада народов СССР»: - Футбол.                        | 0,40 руб. | 5 августа 1956 года | 2 000 000 | Л. Голованов |
| (ЦФА [АО «Марка»] № 1916) (ЦФА [АО «Марка»] № 1916С) (Mi #1858A) (Mi #1858C) |             | Серия «Спартакиада народов СССР»: - Фехтование.                    | 0,40 руб. | 5 августа 1956 года | 2 000 000 | Л. Голованов |
| (ЦФА [АО «Марка»] № 1917) (Mi #1856A)                                        |             | Серия «Спартакиада народов СССР»: - Прыжки в воду.                 | 0,40 руб. | 5 августа 1956 года | 2 000 000 | Л. Голованов |
| (ЦФА [АО «Марка»] № 1918) (Mi #1853A)                                        |             | Серия «Спартакиада народов СССР»: - Велосипедный спорт.            | 0,40 руб. | 5 августа 1956 года | 2 000 000 | Л. Голованов |
| (ЦФА [АО «Марка»] № 1919) (ЦФА [АО «Марка»] № 1919С) (Mi #1854A) (Mi #1854C) |             | Серия «Спартакиада народов СССР»: - Эмблема Спартакиады.           | 0,40 руб. | 5 августа 1956 года | 2 000 000 | А. Яковлев   |
| (ЦФА [АО «Марка»] № 1920) (ЦФА [АО «Марка»] № 1920С) (Mi #1855A) (Mi #1855C) |             | Серия «Спартакиада народов СССР»: - Теннис.                        | 0,40 руб. | 5 августа 1956 года | 2 000 000 | Л. Голованов |
| (ЦФА [АО «Марка»] № 1921) (Mi #1861A)                                        |             | Серия «Спартакиада народов СССР»: - Гимнастика.                    | 0,60 руб. | 5 августа 1956 года | 2 000 000 | Л. Голованов |
| (ЦФА [АО «Марка»] № 1922) (ЦФА [АО «Марка»] № 1922С) (Mi #1860A) (Mi #1860C) |             | Серия «Спартакиада народов СССР»: - Бокс.                          | 0,60 руб. | 5 августа 1956 года | 2 000 000 | Л. Голованов |
| (ЦФА [АО «Марка»] № 1923) (ЦФА [АО «Марка»] № 1923С) (Mi #1862A) (Mi #1862C) |             | Серия «Спартакиада народов СССР»: - Баскетбол.                     | 1,00 руб. | 5 августа 1956 года | 2 000 000 | Л. Голованов |

## Шестой выпуск стандартных марок (1939—1956)
В декабре 1956 года продолжена эмиссия стандартных марок шестого выпуска (1939—1956): была переиздана марка номиналом 5 копеек с изображением шахтёра с уменьшенным размером рисунка.
Порядок следования элементов в таблице соответствует номеру по каталогу марок СССР (ЦФА), в скобках приведены номера по каталогу «Михель».
| № по каталогу                         | Изображение | Описание и источники            | Номинал   | Дата выпуска      | Тираж    | Художник                                       |
| ------------------------------------- | ----------- | ------------------------------- | --------- | ----------------- | -------- | ---------------------------------------------- |
| (ЦФА [АО «Марка»] № 701) (Mi #676IIA) |             | Шахтёр, красная (14,2×21,5 мм). | 0,05 руб. | декабрь 1956 года | массовый | В. Сидельников и коллектив художников Гознака. |

## Комментарии
1. ↑  Ниже приведён перечень памятных художественных марок (с возможностью сортировки по номиналу, тиражу и дате введения в обращение).
2. ↑  Спартакиада народов СССР: эстафетный бег, карминово-розовая. Глубокая печать, перфорирована: комбинированная гребенчатая зубцовка 12½:12 (на каждые 2 сантиметра края марки приходится 12½:12 зубцов). Разновидность  (ЦФА [АО «Марка»] № 1910С)  (Mi #1849C): линейная зубцовка 12½ (на каждые 2 сантиметра края марки приходится 12½ зубцов). В марочных листах 72 (6×12) марок[2][6][7].
3. ↑  Спартакиада народов СССР: волейбол, коричневая. Глубокая печать, перфорирована: комбинированная гребенчатая зубцовка 12:12½ (на каждые 2 сантиметра края марки приходится 12:12½ зубцов). В марочных листах 72 (12×6) марок[2][6][7].
4. ↑  Спартакиада народов СССР: плавание, сине-зелёная, фон жёлто-коричневый. Разновидность  (ЦФА [АО «Марка»] № 1912А) — фон светло-серый. Офсетная печать, перфорирована: комбинированная гребенчатая зубцовка 12:12½ (на каждые 2 сантиметра края марки приходится 12:12½ зубцов). В марочных листах 72 (12×6) марок[2][6][7].
5. ↑  Спартакиада народов СССР: академическая гребля, синяя. Разновидность  (ЦФА [АО «Марка»] № 1913А) — светло-синяя. Глубокая печать, перфорирована: комбинированная гребенчатая зубцовка 12:12½ (на каждые 2 сантиметра края марки приходится 12:12½ зубцов). В марочных листах 72 (12×6) марок[2][6][7].
6. ↑  Спартакиада народов СССР: флаг над стадионом в Лужниках, жёлто-зелёная, красная, фон жёлтый. Разновидности:  (ЦФА [АО «Марка»] № 1914А) — фон светло-серый и  (ЦФА [АО «Марка»] № 1914Б) — без фона. Офсетная печать, перфорирована: комбинированная гребенчатая зубцовка 12:12½ (на каждые 2 сантиметра края марки приходится 12:12½ зубцов). Разновидность  (ЦФА [АО «Марка»] № 1914С)  (Mi #1857C): линейная зубцовка 12½ (на каждые 2 сантиметра края марки приходится 12½ зубцов). В марочных листах 72 (12×6) марок[2][6][7].
7. ↑  Спартакиада народов СССР: футбол, жёлто-зелёная, тёмно-коричневая, жёлто-коричневая, фон светло-серый. Разновидность  (ЦФА [АО «Марка»] № 1915А) — фон жёлтый. Офсетная печать, перфорирована: комбинированная гребенчатая зубцовка 12½:12 (на каждые 2 сантиметра края марки приходится 12½:12 зубцов). В марочных листах 72 (6×12) марок[2][6][7].
8. ↑  Спартакиада народов СССР: фехтование, красно-коричневая, сине-зелёная, фон светло-серый. Разновидность  (ЦФА [АО «Марка»] № 1916А) — фон жёлтый. Офсетная печать, перфорирована: комбинированная гребенчатая зубцовка 12½:12 (на каждые 2 сантиметра края марки приходится 12½:12 зубцов). Разновидность  (ЦФА [АО «Марка»] № 1916С)  (Mi #1858C): линейная зубцовка 12½ (на каждые 2 сантиметра края марки приходится 12½ зубцов). В марочных листах 72 (6×12) марок[2][6][7].
9. ↑  Спартакиада народов СССР: прыжки в воду, тёмно-синяя. Глубокая печать, перфорирована: комбинированная гребенчатая зубцовка 12:12½ (на каждые 2 сантиметра края марки приходится 12:12½ зубцов). В марочных листах 72 (12×6) марок[2][6][7].
10. ↑  Спартакиада народов СССР: велосипедный спорт, чёрно-зелёная. Глубокая печать, перфорирована: комбинированная гребенчатая зубцовка 12½:12 (на каждые 2 сантиметра края марки приходится 12½:12 зубцов). В марочных листах 72 (6×12) марок[2][6][7].
11. ↑  Спартакиада народов СССР: эмблема Спартакиады, жёлтая, оранжевая, коричнево-оливковая, фон светло-серый. Разновидность  (ЦФА [АО «Марка»] № 1919А) — фон жёлтый. Офсетная печать, перфорирована: комбинированная гребенчатая зубцовка 12:12½ (на каждые 2 сантиметра края марки приходится 12:12½ зубцов). Разновидность  (ЦФА [АО «Марка»] № 1919С)  (Mi #1854C): линейная зубцовка 12½ (на каждые 2 сантиметра края марки приходится 12½ зубцов). В марочных листах 72 (12×6) марок[2][6][7].
12. ↑  Спартакиада народов СССР: теннис, коричнево-красная. Глубокая печать, перфорирована: комбинированная гребенчатая зубцовка 12:12½ (на каждые 2 сантиметра края марки приходится 12:12½ зубцов). Разновидность  (ЦФА [АО «Марка»] № 1920С)  (Mi #1855C): линейная зубцовка 12½ (на каждые 2 сантиметра края марки приходится 12½ зубцов). В марочных листах 72 (12×6) марок[2][6][7].
13. ↑  Спартакиада народов СССР: гимнастика, филетовая. Глубокая печать, перфорирована: комбинированная гребенчатая зубцовка 12½:12 (на каждые 2 сантиметра края марки приходится 12½:12 зубцов). В марочных листах 72 (6×12) марок[2][6][7].
14. ↑  Спартакиада народов СССР: бокс, тёмно-фиолетовая. Глубокая печать, перфорирована: комбинированная гребенчатая зубцовка 12:12½ (на каждые 2 сантиметра края марки приходится 12:12½ зубцов). Разновидность  (ЦФА [АО «Марка»] № 1922С)  (Mi #1860C): линейная зубцовка 12½ (на каждые 2 сантиметра края марки приходится 12½ зубцов). В марочных листах 72 (12×6) марок[2][6][7].
15. ↑  Спартакиада народов СССР: баскетбол, красно-коричневая. Глубокая печать, перфорирована: комбинированная гребенчатая зубцовка 12½:12 (на каждые 2 сантиметра края марки приходится 12½:12 зубцов). Разновидность  (ЦФА [АО «Марка»] № 1923С)  (Mi #1862C): линейная зубцовка 12½ (на каждые 2 сантиметра края марки приходится 12½ зубцов). В марочных листах 72 (6×12) марок[2][6][7].
16. ↑  Ниже приведён перечень стандартных марок (с возможностью сортировки по номиналу, тиражу и дате введения в обращение).
17. ↑  Шахтёр, красная. Размер рисунка 14,2×21,5 мм. Офсетная печать на простой бумаге без водяного знака, перфорирована: комбинированная гребенчатая зубцовка 12:12½ (на каждые 2 сантиметра края марки приходится 12:12½ зубцов). Отличается от марки  (ЦФА [АО «Марка»] № 693) не только уменьшеным размером рисунка, но и наличием белого кольца на ручке отбойного молотка около мизинца шахтёра. В марочных листах по 100 (10×10) марок[11][12][15].